# أولغا لايوك
أولغا لايوك (بالأوكرانية: Ольга Лаюк) مواليد 17 مايو 1984 في كييف، هي لاعبة كرة يد أوكرانية تلعب كظهير أيمن. مثلت منتخب أوكرانيا لكرة اليد للسيدات.

## سجل المنافسة
شاركت في البطولات التالية:
- بطولة أوروبا لكرة اليد للسيدات 2012
- بطولة أوروبا لكرة اليد للسيدات 2014

## روابط خارجية
- أولغا لايوك على موقع الاتحاد الأوروبي لكرة اليد (الإنجليزية)